# Анджей Жулавський
Андрій Жулавський (пол. Andrzej Żuławski; 22 листопада 1940, Львів — 13 лютого 2016, Варшава) — польський кінорежисер, сценарист, письменник, актор, один з найвпливовіших метрів польського та французького кінематографу. У різний час, головні ролі у фільмах Жулавського виконували Ізабель Аджані, Сем Нілл, Софі Марсо. Остання з 1989 по 2001 роки була нешлюбною дружиною режисера.

Жулавський — майстер психологічної драми та екстремального кінематографу.

## Біографія
Народився 22 листопада 1940 року в м. Львові у родині письменника Мирослава Жулавського. Під час Другої світової війни родина емігрувала з території УРСР до Франції. Андрій Жулавський отримав вищу освіту у Сорбоні, вивчав філософію у Варшавському Університеті. Кар'єру у кінематографі почав у 1960 році, ставши асистентом режисера Анджея Вайди.

## Фільмографія
- 1971 — Третя частина ночі / Trzecia czesc nocy
- 1972 — Диявол / Diabel
- 1975 — Головне — кохати / L'important c'est d'aimer
- 1981 — Одержимість / Possession
- 1984 — Публічна жінка / La femme publique
- 1985 — Зухвале кохання / L'amour braque
- 1987 — На срібній планеті /Na srebrnym globie
- 1989 — Мої ночі прекрасніші за ваші дні / Mes nuits sont plus belles que vos jours
- 1989 — Борис Годунов / Boris Godounov
- 1991 — Блакитна нота / La Note bleue
- 1991 — Прощальне послання /La note bleue
- 1996 — Шаманка / Szamanka
- 2000 — Вірність / La fidélité
- 2015 — Космос / Cosmos

## Громадська позиція
У 2015 підтримав звернення Європейської кіноакадемії на захист ув'язненого у Росії українського режисера Олега Сенцова

## Особисте життя
За своє життя написав більше 20 книг.